# Miriam Ghazi
Princezna Miriam Ghazi Jordánská (rozená Míriam Ungría López; * 2. září 1963, Madrid), známá během svého prvního manželství jako kněžna tarnovská, je španělská gemoložka a návrhářka šperků. Působila jako ředitelka jemného šperkařství pro španělskou značku Carrera y Carrera, později v roce 2014 vytvořila vlastní značku MdeU.
Prvním sňatkem s tarnovským knížetem Kardamem, nejstarším synem a dědicem Simeona II. Bulharského, se stala členkou bulharské královské rodiny. Po smrti jejího manžela v roce 2015 se dědicem zaniklého bulharského trůnu stal její syn princ Boris. Dne 3. září 2022 se provdala za prince Ghaziho bin Muhammada, bratrance krále Abdalláha II. bin al-Husajna Jordánského, čímž se stala členkou jordánské královské rodiny.

## Mládí
Miriam se narodila jako Miriam Ungría y López 2. září 1963 v Madridu Bernardu Ungríovi y Goiburu a Marii del Carmen López y Oleaga. Je baskického původu.

## Kariéra
Miriam vystudovala historii a geografii se zaměřením na dějiny umění na Universidad Complutense de Madrid. Později studovala gemologii, výrobu šperků, tvarování voskem, zasazování drahokamů a design šperků v Evropském centru gemologie a šperku Oviedské univerzity.
V roce 1991 uvedla na trh svou první kolekci šperků a založila Španělskou asociaci odhadců šperků, kde působila jako prezidentka.
V roce 2000 nastoupila do Carrera y Carrera jako ředitelka této značky pro jemné šperky. Kolekci Garden of Roses uvedla na trh v New Yorku v červenci 2002.
V roce 2014 spustila vlastní řadu šperků MdeU. Její kolekce, včetně prstenů, přívěsků, náramků a náušnic, se prodává v El Corte Inglés. V roce 2017 s podporou členů jordánské královské rodiny otevřela výstavu šperků a dalších produktů MdeU v Jordánské národní galerii výtvarného umění.
V únoru 2017 poprvé představila své kolekce šperků v Bulharsku na třídenní výstavě s názvem Miriam de Ungria: Exquisite Touch v hotelu Radisson Blu.

## Osobní život
Dne 11. července 1996 se provdala za tarnovského knížete Kardama, nejstaršího syna Simeona II. Bulharského a doñy Margarity Gómez-Acebo y Cejuela a dědice zaniklého bulharského trůnu, během pravoslavného obřadu v ortodoxním kostele sv. Andreje a sv. Dimitara v Madridu. Její svatební šaty jsou vystaveny na výstavě v Museo del Traje. Po jejich sňatku byla Miriam titulována jako tarnovská kněžna a vévodkyně v Sasku. Mají dva syny, prince Borise a prince Beltrána.
Dne 15. srpna 2008 se Miriam a její manžel stali účastníky vážné dopravní nehody v El Molaru. Miriam byla převezena do nemocnice Universitario La Paz, kde byla ošetřena. Její manžel utrpěl vážné poranění mozku a v roce 2015 zemřel.
Žije v Jižním Kensingtonu v Londýně.
Dne 3. září 2022 se Miriam v paláci Raghadán provdala za prince Ghaziho bin Muhammada, bratrance krále Abdalláha II. Jordánského, a byl jí udělen titul Její královská Výsost princezna Miriam Ghazi.